# Selaginella birarensis
Selaginella birarensis är en mosslummerväxtart som beskrevs av Friedrich Adalbert Maximilian Kuhn.
Selaginella birarensis ingår i släktet mosslumrar och familjen mosslummerväxter. Inga underarter finns listade i Catalogue of Life.